# Anselme de Campdavaine
Anselme de Campdavaine (? -1165), fils de Hugues III de Campdavaine et de Ide d'Avesnes (ou Béatrice de Rollancourt?). 
En 1150, il succède à son frère, décédé peu après son mariage.

## Mariage et descendance
Anselme épouse Eustachie, fille de Guillaume IV Gouet et d'Isabelle de Blois, plutôt que d'Eustache IV de Boulogne (Blois, Champagne, Angleterre). Ils auront six enfants :
- Hugues (+1205) ;
- Enguerrand ;
- Marguerite, épouse du seigneur d'Amiens ;
- Flandrine, épouse de Guillaume de Guînes, fils d'Arnould Ier de Guînes ;
- Guy, maréchal de Ponthieu ;
- Béatrice, épouse de Jean Ier de Ponthieu.